# Dufferin n.º 190
Dufferin n.º 190 es un municipio rural canadiense situado en la provincia de Saskatchewan.

## Superficie
Dufferin n.º 190 tiene una superficie de 949,88 km².

## Demografía
En 2021, tenía 454 habitantes, una densidad poblacional de 0,5 hab./km², y 328 viviendas.